# La bella americana
La bella americana (La belle Américaine) è un film del 1962 diretto da Robert Dhéry.